# Rue Gustave Thiriart
La rue Gustave Thiriart est une rue liégeoise du quartier du Laveu qui va de la place Henri Simon à la  rue du Laveu.

## Situation et description
Cette artère fait partie du quartier du Laveu. Longue d'environ 355 m, elle s'élève depuis la place Henri Simon pour rejoindre les hauteurs de la rue du Laveu. La rue pavée compte environ 110 habitations.

## Odonymie
La rue rend hommage à Gustave Thiriart (1840-1906), écrivain et auteur de pièces de théâtre en langue wallonne comme Ine Rivinche di Galants (1889) et Ine Treuzinme haute.

## Architecture

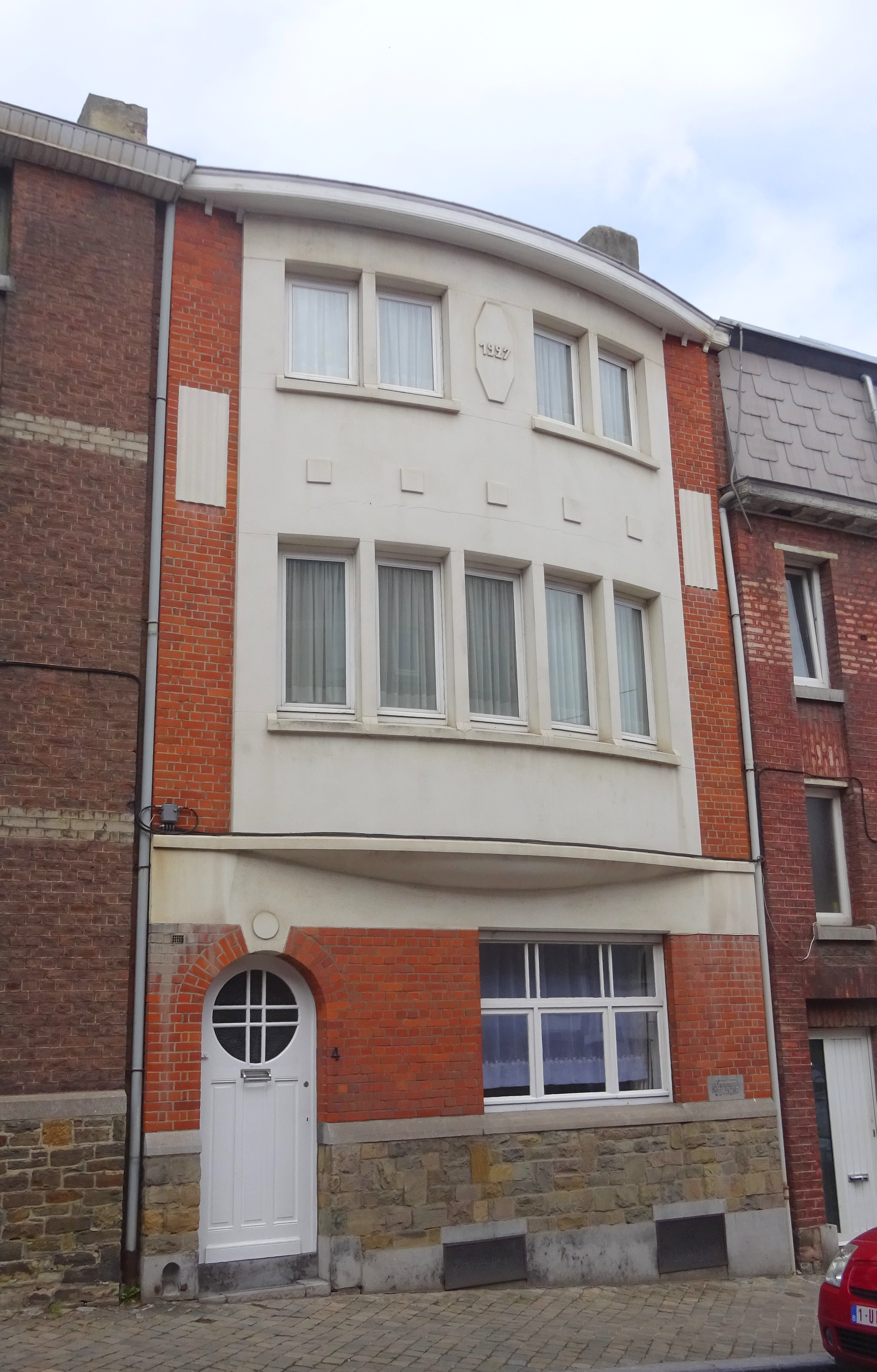
Rue Gustave Thiriart, 4

L'immeuble situé au no 4 et daté de 1927 relève du style fonctionnaliste. Il possède une loggia sur deux niveaux à façade convexe percée de cinq baies vitrées rectangulaires au premier étage et quatre au second étage. 
Cette voie a été d'abord bâtie dans sa partie inférieure. Les maisons d'habitation y ont été construites entre la fin du XIXe siècle et le début de la Seconde Guerre mondiale. Le tiers supérieur de la rue a été construit après 1945. Quelques villas des années 1960-1970 se situent à proximité de la rue du Laveu.

## Voies adjacentes
- Place Henri Simon
- Rue du Laveu